# إدوارد والدو إيمرسون
إدوارد والدو إيمرسون (بالإنجليزية: Edward Waldo Emerson) هو طبيب وكاتب أمريكي، ولد في 10 يوليو 1844 في كونكورد في الولايات المتحدة، وتوفي بنفس المكان في 27 يناير 1930.